# Беднарж, Ярослав
Ярослав Беднарж (чеш. Jaroslav Bednář; род. 9 ноября 1976, Прага, Чехословакия) — чешский хоккеист, нападающий. Воспитанник пражской «Славии». Также играл за сборную Чехии по хоккею с шайбой.

## Биография
Родился 9 ноября 1976 года в Праге. В сезоне 1994/95 дебютировал в высшей лиге Чехии за пражскую «Славию». В 1998 году провёл часть сезона в команде «Пльзень». В сезоне 1998/99 выступал за пражскую «Спарту». С 1999 по 2001 год провёл два сезона в Финской хоккейной лиге за команды ЮП Ювяскюля и ХИФК Хельсинки.
В 2001 году на драфте НХЛ был выбран командой «Лос-Анджелес Кингз». Подписав контракт с «Кингз», выступал за них до 2003 года, затем играл за «Флориду Пантерз». Также выступал в Американской хоккейной лиге за фарм-клубы.
С 2003 по 2005 год выступал в России за омский «Авангард». В составе команды стал чемпионом страны 2004 года. В решающей 5 игре финальной серии в Магнитогорске забросил одну из шайб в серии буллитов, ставшую победной. С 2005 по 2009 год играл за пражскую «Славию», в 2008 году завоевал чемпионский титул Чехии. Сезон 2009/10 отыграл в Континентальной хоккейной лиге за нижегородское «Торпедо».
С 2010 по 2013 год играл в Швейцарии, за команды «Давос», «Лугано» и «Берн». Завоевал два титула чемпиона Швейцарии. С 2013 по 2015 год вновь играл за «Славию», был капитаном команды. В 2015 году стал игроком «Маунтфилда» из города Градец-Кралове. После окончания сезона 2017/2018 объявил о завершении своей карьеры. В январе 2019 года было объявлено о том, что Беднарж вместе с другим известным чешским хоккеистом Ярославом Глинкой будут играть за клуб чешской второй лиги «Врхлаби». В сезоне 2020/21 Беднарж выступал в чешской первой лиге за родной клуб «Славия».
За сборную Чехии выступал на чемпионатах мира 2006 и 2007 года, став серебряным призёром в 2006 году.

## Достижения
- Чемпион России 2004
- Чемпион Чехии 2008
- Чемпион Швейцарии 2011 и 2013
- Обладатель кубка европейских чемпионов 2005
- Серебряный призёр чемпионата мира 2006
- Серебряный призёр чемпионата Чехии 2006 и 2009
- Бронзовый призёр чемпионата Чехии 2017
- Лучший снайпер чемпионата Финляндии 2001
- Лучший снайпер и игрок плей-офф чемпионата Чехии 2008
- Лучший бомбардир и ассистент чемпионата Чехии 2009
- Лучший бомбардир и ассистент плей-офф чемпионата Швейцарии 2011
- Лучший ассистент чемпионата Чехии 2017

## Статистика
- Сборная Чехии — 80 игр, 15 шайб, 11 передач, 26 очков

- Чешская Экстралига — 748 игр, 302 шайбы, 361 передача, 663 очка

- Чемпионат России / КХЛ — 156 игр, 40 шайб, 42 передачи, 82 очка

- Чемпионат Швейцарии — 136 игр, 52 шайбы, 91 передача, 143 очка

- Чемпионат Финляндии — 114 игр, 69 шайб, 57 передач, 126 очков

- НХЛ — 120 игр, 10 шайб, 34 передачи, 44 очка

- АХЛ — 50 игр, 18 шайб, 22 передачи, 40 очков

- Лига чемпионов — 7 игр, 6 шайб, 3 передачи, 9 очков

- Кубок Шпенглера — 6 игр, 2 шайбы, 2 передачи, 4 очка

- Кубок европейских чемпионов — 3 игры, 1 шайба, 1 передача, 2 очка
- Всего за карьеру в сборной и клубах — 1420 игр, 515 шайб, 624 передачи, 1139 очков

## Личная жизнь
Первой женой Беднаржа была Мартина. У них есть дочь Натали. После развода с первой женой, подругой Беднаржа на протяжении 2-х лет была известная словацкая певица Дара Ролинс (Дарина Ролинцова), с которой он расстался в 2006 году. С 2006 по 2008 год Беднарж встречался с чешской певицей Хеленой Зетовой. Весной 2008 года избранницей Беднаржа стала мисс Чехии-2007, модель Луция Гадашова, с которой он сыграл свадьбу в 2013 году. У них двое дочерей: Дениза (род. в 2010 г.) и Ванесса (род. в 2014 г.)